# Paul Éluard
Eugène Émile Paul Grindel ([ɡʁɛ̃dɛl]), kasneje znan kot Paul Éluard (francosko: [elɥar]), francoski pesnik, * 14. december 1895, Saint-Denis, Seine-Saint-Denis, Francija, † 18. november 1952, Charenton-le-Pont.
Bil je predstavnik moderne francoske poezije, predvsem področja nadrealizma v obdobju med prvo in drugo svetovno vojno, kar se odraža v njegovih pesmih. Kot intelektualec je obtoževal fašizem in sodeloval v francoskem odporniškem gibanju.

## Življenjepis

### Mladost
Éluard je bil rojen v tovarniškem mestu Saint-Denisu, Seine-Saint-Denis na obodu Pariza, kot sin računovodje Eugèna Clémenta Grindela in šivilje Jeanne-Marie. Ko je imel Éluard 13 let, se z družino preselili v Pariz, na ulico Louis Blanc. Tam je obiskoval lokalno šolo v Aulnay-sous-Bois, preden je dobil štipendijo za obiskovanje École Supérieure de Colbert. 
Pri 16 letih je zbolel za tuberkulozo in odšel v švicarsko zdravilišče blizu Davosa kjer je preživel osemnajst mesecev. V tem času se mu je vzbudilo zanimanje za literaturo. Prebiral je filozofska dela kot tudi moderno in romantično evropsko in ameriško poezijo. Njegovi najljubši avtorji so bili Arthur Rimbaud, John Keats,Gérard de Nerval, Comte de Lautréamont, Guillaume Apollinaire in Walt Whitman.

### Življenje med vojnama
Éluard se je prvi svetovni vojni pridružil kot bolničar in pešec. Po skoraj smrtonosnem napadu z bojnim plinom je večino leta 1915 preživel v bolnišnici zaradi bronhitisa, cerebralne anemije in kroničnega vnetja slepiča. Leta 1916 je delal v pomožni bolnišnici blizu bojišča, kjer je ponoči kopal grobove, podnevi pa pisal pisma družinam mrtvih in ranjenih, na dan jih je napisal več kot 150.
Leta 1917 se je Éluard poročil z Galo, ki jo je spoznal v Davosu. Posvetil ji je mnogo ljubezenske poezije, ki je zbrana v delih Prestolnica bolečine (1926) in Ljubezen Poezija (1929). Z njo je imel edino hčer Cécile.
Po prvi svetovni vojni se je Éluard odpravil na potovanje okoli sveta in obiskal Oceanijo, Indonezijo ter Indijo. Med vojnama je tudi mnogo potoval po Evropi in obiskal Španijo pred začetkom državljanske vojne, katero je kasneje tudi spremljal in o njej napisal delo Zmaga nad Guernico kot spomenik žrvam fašizma.
Leta 1929 sta se Éluard in Gala ločila. O njegovi bolečini ob razhodu z ženo je pisal tudi v kasnejših pesmih, kot je „Kot kaplji vode" iz zbirke Javni roži (1934), v kateri oživlja čas, preživet v Švici pred začetkom vojne. Istega leta je spoznal Mario Benz (Nusch), s katero se je poročil leta 1934. Tudi Nusch je posvetil mnogo njegove poezije iz tridesetih let. 
Ob začetku druge svetovne vojne je bil znova vpoklican. Tudi po kapitulaciji Francije je aktivno sodeloval v odporniškem gibanju. Zbirki Poezija in resnica (1942) in Sedem vojnih ljubezenskih pesmi (1943), zlasti pesem „Svoboda", predstavljajo vrhunec njegovega zvestega boja proti fašizmu, kar je razvidno iz njune popularnosti v času, kljub njuni ilegalni izdaji. V tem času se je Éluard spet pridružil komunistični partiji, iz katere je bil leta 1933 izključen zaradi političnih nesoglasij.

### Povojna leta in smrt
Največji izziv za Éluarda je nastopil leta 1946, ko je umla njegova ljuba Nusch. Na robu obupa je mislil na samomor. Zbirka Čas poplavljanja (1947), ki jo je objavl pod psevdonimom Didier Desroches, predstavlja njegove pretresljive posmrtne tožbe in bolečino ob izgubi Nusch. V „Moj živi mrtvec" se od žene poslavlja prek naslednjih verzov: »moje oči so se ločile od tvojih oči / zgubile so vero zgubile so luč / moja usta so se ločila od tvojih ust / ločila so se od slasti« in »bil sem ti tako blizu, da me zebe med drugimi«.
Éluard je znova začel potovati in med drugim obiskal tudi Jugoslavijo. Na potovanju v Mehiki pa je spoznal novo ljubezen, Dominique, ki mu je predstavljala rešiteljico iz let bolečine in obupa. Posvečena ji je zbirka Feniks (1951), pesem „Smrt ljubezen življenje" pa v teh treh simbolih predstavi Éluardovo usodo: »nenehen upor proti smrti in v ljubezni vztrajno pritrjevanje življenju« po besedah Kajetana Koviča.
Éluard je umrl 18. novembra 1952 v mestu Charenton-le-Pont. Njegov pogreb so organizirali člani Francoske komunistične stranke.

## Delo
Éluard je bil zmeraj in povsod predvsem pesnik. Vsebina njegovih del je razvidna iz njegovega življenja, zlasti osebna izkušnja iz obeh vojn, sodelovanje v odporniškem gibanju in solidarnost s Španijo med državljansko vojno kot pa tudi njegovo ljubezensko življenje, ki predstavlja velik del njegove poezije.

V njegovi ljubezenski poeziji lahko vidimo, kako združuje nežna čustva in močno strast. Ljubezen do ljubljene osebe ga pogosto povezuje tudi z drugimi ljudmi in skupnostjo. Eluard se v teh pesmih pokaže kot človek, ki išče dialog. V ljubezni med dvema popolnoma predanima osebama vidi pravo človeško skupnost, kjer vladata zaupanje in iskrenost. Ta ljubezen pa je zanj tudi zaščita pred smrtjo, minljivostjo in osamljenostjo. Res pa je, da so  njegova čustva  skozi življenje prestala tudi mnoge težke preizkušnje. Ločitev z Galo, smrt žene Nusch in bombardiranje Guernike so le nekatere od teh preizkušenj.

### Poezija zgodnje faze
Poezijo tega obdobja zaznamuje Éluardova ljubezen do Gale. 
- Zaradi tišine – Au défaut du silence (1925)
- Prestolnica bolečine – Capitale de la Douleur (1926)
- Ljubezen Poezija – L'Amour, la Poésie (1929)

### Poezija druge faze
Drugo fazo zaznamuje njegova ljubezen do Nunsch kot tudi teme upora proti fašizmu in totalitarnim režimom časa. 
- Takojšnje življenje – La Vie immédiate (1932)
- „Zmaga nad Guerniko" iz zbirke Naravni tek – Cours naturel (1938)
- Na nemškem sestanku  – Au rendez-vous allemand (1945)
- Nepretrgana pesem – Poésie ininterrompue (1946)

### Poezija tretje faze
V tem obdobju se Éluard sooči s smrtjo Nunsch.
- Čas poplavljanja – Le Temps déborde (1947)

### Poezija četrte faze
To obdobje zaznamuje bivanje z Dominique, ki ga »ponovno prerodi«, razvidno iz naslova zbirke Feniks.
- Feniks – La Phénix (1951)

## Seznam del

### Zgodnja dela
- Premiers poèmes (1913)
- Le Devoir (1916)
- Le Devoir et l'Inquiétude (1917)
- Pour vivre ici (1918)
- Poèmes pour la paix (1918)

### Nadrealistična in ljubezenska dela
- Les Animaux et leurs hommes, les hommes et leurs animaux (1920)
- L'Amoureuse (1923)
- La Courbe de tes yeux (1924)
- Mourir de ne pas mourir (1924)
- Capitale de la douleur (1926)
- L'Amour la poésie (1929)

### Dela iz obdojba druge svetovne vojne
- Poésie et vérité 1942 (1942)
- Le Livre ouvert (1941)
- Les Sept poèmes d'amour en guerre (1943)
- Au rendez-vous allemand (1944)

### Dela iz povojnega obdobja
- Poésie ininterrompue (1946)
- Le temps déborde (1947)
- Corps mémorable (1948)
- Le Phénix (1951)